# Geoffrey Bouchard
Geoffrey Bouchard (* 1. dubna 1992) je francouzský profesionální silniční cyklista jezdící za UCI WorldTeam Decathlon–AG2R La Mondiale.

## Kariéra
V srpnu 2019 byl Bouchard jmenován na startovní listině Vuelty a España 2019. Po 16. etapě se stal lídrem vrchařské soutěže a své vedení si udržel až do cíle v Madridu. V říjnu 2020 byl Bouchard jmenován na startovní listině Gira d'Italia 2020. Gira se zúčastnil i další rok a v květnu 2021 se stal prvním francouzským vítězem vrchařské soutěže na Giru d'Italia od roku 1984, kdy tuto klasifikaci vyhrál Laurent Fignon.

## Hlavní výsledky
2018
Národní šampionát
 vítěz silničního závodu amatérů
Tour Alsace
 celkový vítěz
vítěz 2. etapy
3. místo Tour du Gévaudan Occitanie
2019
Vuelta a España
 vítěz vrchařské soutěže
 cena bojovnosti po 9. etapě
2021
Giro d'Italia
 vítěz vrchařské soutěže
3. místo Paříž–Camembert
Národní šampionát
9. místo silniční závod
Vuelta a Burgos
9. místo celkově
10. místo Mont Ventoux Dénivelé Challenge
2022
Tour of the Alps
vítěz 1. etapy
4. místo Paříž–Camembert
UAE Tour
8. místo celkově
2023
Kolem Ománu
3. místo celkově

### Výsledky na Grand Tours
| Grand Tour      | 2019 | 2020 | 2021 | 2022 | 2023 |
| --------------- | ---- | ---- | ---- | ---- | ---- |
| Giro d'Italia   | —    | 55   | 58   | —    | —    |
| Tour de France  | —    | —    | —    | DNF  | —    |
| Vuelta a España | 47   | —    | 14   | —    | DNF  |

| —   | Nezúčastnil se |
| DNF | Nedokončil     |